# وودي آلن
وودي آلن (بالإنجليزية: Woody Allen)‏ (ولد في 1 ديسمبر 1935 نيويورك، الولايات المتحدة الأمريكية). مخرج وممثل وكاتب سينمائي ومسرحي وعازف جاز أمريكي. أحد أبرز المخرجين في هوليوود. عرف بتقديمه الأفلام الرومانسية الكوميدية التي يتخللها محاكاة ساخرة وكوميديا تهريجية. ترتكز موضوعات أفلامه بعمق على الأدب، الجنس، الفلسفة، علم النفس، الهوية اليهودية وتاريخ السينما. تُعد مدينة نيويورك مسرحاً لأغلب أعماله وثيمة أساسية لها، وهو أيضاً زّمار جاز يؤدي بانتظام في قاعة صغيرة بمنهاتن. أشهر أفلامه: آني هول (1977) ومانهاتن (1979)، كلاهما مع الممثلة ديان كيتون.
فاز وودي أربع مرات بجائزة الأوسكار ضمن 24 ترشيحا ناله في ثلاثة مجالات هي الإخراج والكتابة والتمثيل.

## حياته
ولد في 1 ديسمبر 1935 في بروكلن بنيويورك، واسمه الأصلي «ألن ستيوارت كونجسبرغ»، ثم غير اسمه في سن السابعة عشرة إلى «هايود ألن». أسرته اليهودية المتوسطة الحال المليئة بالشجارات والضجيج هيأت له مادة مناسبة لكتابة المونولوجات المضحكة ليؤديها في المدرسة الثانوية. حياته الفوضوية في تلك الشقة المزدحمة مدته لسنوات بأفكار لأفلامه. لكنها في وقت لاحق من حياته شكلت حاجة ماسة للعزلة والانفراد.
كان أبوا ألن من الجيل الثاني من المهاجرين اليهود. عمل والده «مارتن» في مهن متعددة، فعمل بائعا ونقاشا وسائق تاكسي وساقيا في حانة ولاعب بلياردو وناشر كتب. التحق ألن بجامعة نيويورك عام 1953، والتحق بقسم «إنتاج الأفلام» لكنه لم ينجح وترك الجامعة. بعد ذلك بدأ بكتابة نصوص للتلفزيون، أهمها مشاركته في كتابة حلقات من البرنامج الشهير «عرض العروض» لصاحبه سيد سيزر، الذي عمل معه لاحقا في «برنامج سيد سيزار»، ورشح عام 1959 لجائزة الإيمي لأحسن كاتب. لكنه لم يستمر في هذا المجال واتجه إلى الكوميديا المسرحية، وسرعان ما أصبح ذا شعبية في مسارح نيويورك. وفي ذلك الوقت تشكلت شخصيته الكوميدية التي استمرت معه على مر السنين.

## مسيرته الفنية

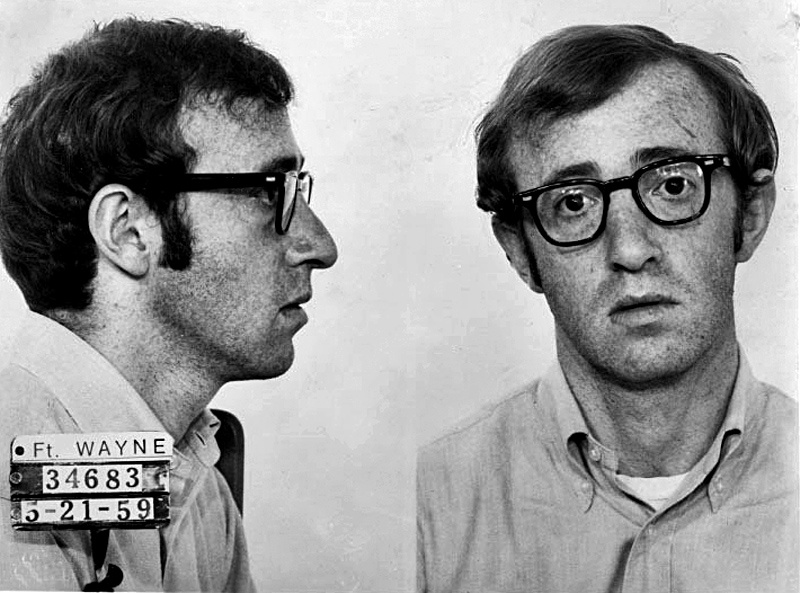
وودي ألن في فيلم "خذ المال واهرب" عام 1969

في عام 1968 قدم وودي ألن أول أفلامه. حيث أخرج وألف ومثل فيلم «خذ المال واهرب»، الذي يعتبر محاكاة ساخرة لفيلم بوني وكلايد لكنه قدمه على طريقة الأفلام الوثائقية. في البداية لم يجد من يمول الفيلم (الذي كان يكلف مليوني دولار)، حتى قررت إحدى شركات الإنتاج -بالومار للإنتاج- دعم المشروع بمشاركة هيئة الإذاعة الأمريكية. أنتج الفيلم المنتج «شارلز جوف»، الذي أنتج معظم أفلام وودي ألن. لم يكن المنتج سعيدا بالفيلم قبل طرحه، رغم ذلك نجح الفيلم جماهيريا.

### السبعينات
رغم نجاح الفيلم، لم يجد ألن بعد ذلك من يمول أفلامه. حتى وقع عام 1970 عقدا مع استوديو اتحاد الفنانين (الشركة التي أسسها تشارلي تشابلن). كان العقد ينص على أن يقدم ألن ثلاثة أفلام، وأن تعطى لألن الصلاحية التامة في تنفيذ أفلامه، وهو أمر غير معهود وقتها خاصة لمخرج صغير السن (لم يحظ مخرجون مثل مارتن سكورسيزي وفرانسيس فورد كوبولا بمثل هذه الصلاحيات في بداياتهم). قدم فيلمه الثاني عام 1971 بعنوان «موز» بمشاركة زوجته الممثلة لويز لاسر. يحكي الفيلم قصة شاب متعثر من نيويورك تهجره رفيقته الناشطة السياسية فيهاجر إلى بلد صغير في أمريكا اللاتينية ويشارك في الثورة الجارية. في الفيلم سخرية من الرئيس الكوبي فيدل كاسترو. حقق الفيلم نجاحا جماهيريا في أمريكا وأوروبا.
عام 1972 قدم فيلم «كل ما تريد معرفته عن الجنس، لكنك تخشى السؤال عنه» بمشاركة طليقته لويز لاسر. حقق ألن أكبر نجاح تجاري له حتى ذلك الوقت. حيث حقق الفيلم 18 مليون دولار في الولايات المتحدة وحدها، وأكثر من 10 ملايين دولار في أوروبا. في ذلك العام مثل في فيلم «غنها مجددا يا سام»، والعنوان مستوحى من جملة شهيرة قيلت في فيلم كزبلنكا، وقد اقتُبس الفيلم من مسرحية كان ألن قد كتبها عام 1969، وهو من إخراج هربرت روس.
عام 1973 قدم ثالث أفلامه مع الاستوديو، «النائم» مع الممثلة ديان كيتون. يحكي الفيلم في قالب الخيال العلمي مغامرات صاحب بقالة الأغذية الصحية الذي يتجمد 200 عام ثم يعود ليجد نفسه في دولة بوليسية. يمثل ذلك هجاء لاذعا للقيم السائدة في أمريكا أوائل السبعينات. حقق الفيلم نجاحا نقديا وجماهيريا.
ثم قدم فيلم «الحب والموت» عام 1975، الذي صوره في فرنسا والمجر، وتدور أحداثه في عصر نابليون. وهو سخرية من الأدب الروسي. شاركته الممثلة ديان كيتون التمثيل للمرة الثالثة. وكان من أكثر أفلام ذلك العام تحقيقا للإيرادات. في 1976 مثل في فيلم «المقدمة» الذي تجري أحداثه في الخمسينات ويتحدث عن فترة القائمة السوداء في هوليوود. تذكر الناقدة باولين كال عن داء ألن في هذا الفيلم: «عندما ترى وودي ألن في واحد من أفلامه الخاصة، فإنك -بطريقة ما- تعتبر أداءه أمرا مسلما به. أما في هذا الفيلم فإنك تقدّر مهارته فعلا، لأنك تفتقده كثيرا عندما يغيب عن المشهد».
في 1977 قدم ألن أشهر أفلام آني هال مع ديان كيتون، الذي يعتبر من أهم الأفلام الكوميدية. لاقى الفيلم نجاحا كبيرا جماهيريا ونقديا، وحصل ألن على جائزتي أوسكار. يعتبر الفيلم نقطة تحول لألن. كان للفيلم أثر كبير على كثير من أفلام الكوميديا الرومانسية.
وودي آلن

## ثمانينيات القرن العشرين
تتّسم أفلام وودي آلن في ثمانينيات القرن العشرين -حتّى الكوميدية منها- باحتوائها على جرعة من الفلسفة، إذ أثرت ببعض المخرجين الأوروبيين وخصوصًا انغمار برغمان وفيديريكو فليني. استخدم آلن في فيلمه ستاردست ميموريز محاكاة ساخرة لفيلم 81/2، إذ استند أيضًا إلى فيلم وايلد ستروبيريز (التوت البري). اقتُبس فيلمه إي ميدسامر نايتس سيكس كوميدي عن فيلم سمايلز أوف إي سامر نايت (ابتسامات ليلة صيف). استلهم آلن مقتطفات من بنية فيلم فاني أند أليكساندر (فاني وأليكسندر) وخلفيته في فيلمه هانا أند هير سيسترز (هانا وأخواتها). استلهم آلن فيلمه راديو دايز من فيلم أماركورد، بينما استند في فيلمه سبتمبر إلى أوتم سوناتا. يستعير وودي آلن العديد من العناصر من فيلم وايلد ستروبيريز (التوت البري)، إذ يعتمد على مشهد منه في فيلمه كرايمز أند ميسديماندورز.
تظهر شخصية ساندي بايتس في فيلم ستاردست ميمويرز (1980)، وهو مخرج سينمائي ناجح ودائم السخرية والاستياء من معجبيه؛ إذ يلعب هذا الدور آلن نفسه. يقول بايتس محاولًا تخطّي وفاة صديقه بسبب المرض: «لا أرغب في صنع أفلام كوميدية بعد الآن»، ثم تُعرض مزحة تحوي مشهدًا لعديد من الناس (بما في ذلك فضائيين) يخبرونه بأنهم يقدّرون أفلامه «وخصوصًا الأفلام الأولى المضحكة». يعتقد آلن أن فيلمه هذا هو أحد أفضل أفلامه.
كان فيلمه إي ميدسامر نايتس سيكس كوميدي (1982) أوّل أفلامه التي تظهر فيها مايا فارو، إذ تُستبدل بديان كيتون التي كانت تصوّر فيلمها ريدز. أنتج وودي آلن بعدها فيلمًا فريدًا مأساويًا هزليًا، ساخرًا فيه من الأفلام الوثائقية تحت عنوان زيليغ. يلعب آلن في هذا الفيلم دور ليونارد زيليغ، الرجل الذي يمتلك القدرة على تحويل مظهره الخارجي إلى أشكال الناس المحيطين به.
جمع آلن بين العناصر المأساوية والكوميدية في بعض أفلامه، بما في ذلك هانا أند هير سيسترز (هانا وأخواتها) (1986) وكرايمز أند ميسديماندورز (1989)؛ الفيلمان اللذان يروي من خلالهما قصّتين منفصلتين تلتقيان في النهاية. أنتج وودي آلن ثلاثة أفلام عن عالم الترفيه؛ بما في ذلك برودواي داني روز الذي يلعب فيه دور وكيل أعمال في نيويورك، وذا بربل روز أوف كايرو الذي يوضّح من خلاله أهمية السينما في فترة الكساد عن طريق شخصية سيسيليا الساذجة، وراديو دايز الذي يروي فيه قصّة طفولته في بروكلين ويؤكّد على أهمية الراديو وتشارك في بطولته ميا فارو التي كتب هذا الدور لأجلها. أدرجت مجلة تايم فيلمه ذا بربل روز أوف كايرو في قائمة أفضل 100 فيلم على مر العصور، إذ يعتبره آلن واحدًا من أفضل ثلاثة أفلام له جنبًا إلى جنب مع ستارست ميمويرز وماتش بوينت (نقطة المباراة). يرى آلن أن كلمة «أفضل» في هذا السياق تعني بأنهم أقرب الأفلام إلى رؤيته الخاصة. صوّر آلن بالتعاون مع المخرجين فرانسيس فورد كوبولا ومارتن سكورسيزي فيلم نيويورك ستوريز (1989)، وهو فيلم مؤلف من مقتطفات من قصص سكّان نيويورك. تدور قصّة آلن القصيرة أوديبوس ريكس حول محام مضطرب عصبيًا وأمّه التي تنتقده باستمرار. أشاد الناقد السينمائي فنسنت كانبي من صحيفة نيويورك تايمز بهذه القصة.

### ثلاثية نيويورك
في عام 1978 قدم أول فيلم جدّي درامي له «دواخل» من تأليفه. لم يمثل ألن في هذا الفيلم الذي يتحدث عن انهيار أسرة من الطبقة المتوسطة وعن الفراغ الذي يعكس ارتباك أبطال القصة. الفيلم هو تحية وتقدير واضحين للمخرج السويدي إنغمار بيرغمان.
في 1979 قدم بالأبيض والأسود أحد أهم أفلامه، فيلم مانهاتن. وقد وُصف العمل بأنه ذروة «أسلوب ألن»، واعتبره العديد من النقاد أفضل عمل له. كما هو الحال في العديد من أفلامه، موضوع الحب والكراهية بين الأشخاص حاضر، والأبطال هم من الطبقة الوسطى العليا من الكتاب والأكاديميين. يبدأ الفيلم بجملة «كانت نيويورك مدينته، وستظل كذلك».
وفي 1980 قدم أيضا بالأبيض والأسود فيلم «أثير الذكريات» الذي حاكى فيه أسلوب المخرج الإيطالي فيديريكو فليني. يعتبره ألن فيلمه المفضل رغم أنه لم يلاق الترحاب من النقاد. يوصف الفيلم بأنه سيرة ذاتية لكن ألن ينفي ذلك.

## أفلامه
| السنة | الفيلم                            | الدور | الدور | الدور | الدور                                       |
| السنة | الفيلم                            | مخرج  | مؤلف  | ممثل  | ملاحظة                                      |
| ----- | --------------------------------- | ----- | ----- | ----- | ------------------------------------------- |
| 1967  | كازينو رويال                      |       |       |       | يلعب دور "د. نوح" عدو جيمس بوند             |
| 1969  | خذ المال واهرب                    |       |       |       | مصنفة ضمن قائمة أفضل 100 فيلم كوميدي        |
| 1971  | موز                               |       |       |       | مصنفة ضمن قائمة أفضل 100 فيلم كوميدي        |
| 1972  | غنها مجددا يا سام                 |       |       |       | حاصل على تقييم 97% في موقع الطماطم الفاسدة  |
| 1972  | كل ما تريد معرفته عن الجنس        |       |       |       | مقتبس عن كتاب علم نفس شهير                  |
| 1973  | نوام                              |       |       |       | حاصل على تقييم 100% في موقع الطماطم الفاسدة |
| 1975  | الحب والموت                       |       |       |       | حاصل على تقييم 100% في موقع الطماطم الفاسدة |
| 1976  | المقدمة                           |       |       |       | يتحدث عن المكارثية وهوليوود                 |
| 1977  | آني هول                           |       |       |       |                                             |
| 1978  | دواخل                             |       |       |       | رشح ألن لجائزتي أوسكار                      |
| 1979  | مانهاتن                           |       |       |       |                                             |
| 1980  | أثير الذكريات                     |       |       |       | (أبيض وأسود)، محاكاة لفيلم 8½               |
| 1982  | كوميديا جنسية في ليلة منتصف الصيف |       |       |       | مستوحى من أحد أفلام إنغمار برغمان           |
| 1983  | زيليج                             |       |       |       | وثائقي كاذب                                 |
| 1984  | طريق داني روز                     |       |       |       | رشح ألن لجائزتي أوسكار                      |
| 1985  | وردة أرجوانية في القاهرة          |       |       |       | فاز بجائزة البافتا لأفضل فيلم               |
| 1986  | هانا وأخواتها                     |       |       |       |                                             |
| 1987  | أيام المذياع                      |       |       |       | رشح ألن لأوسكار أحسن سيناريو                |
| 1988  | امرأة أخرى                        |       |       |       | مستوحى من فيلم التوت البري                  |
| 1989  | حكايات نيويورك                    |       |       |       | بالاشتراك مع كوبولا وسكورسيزي               |
| 1989  | جرائم وجنح                        |       |       |       | رشح ألن لجائزتي أوسكار                      |
| 1990  | أليس                              |       |       |       | (فانتازيا)، رشح لأوسكار أحسن سيناريو        |
| 1991  | مَشاهد من السوق                    |       |       |       |                                             |
| 1991  | ظلال وضباب                        |       |       |       | (أبيض وأسود)                                |
| 1992  | أزواج وزوجات                      |       |       |       | رشح لأوسكار أحسن سيناريو                    |
| 1993  | جريمة في مانهاتن                  |       |       |       |                                             |
| 1994  | رصاص في برودواي                   |       |       |       |                                             |
| 1995  | أفروديت القوية                    |       |       |       |                                             |
| 1996  | الجميع يقول أحبك                  |       |       |       | رشح لجائزة أفضل فيلم كوميدي                 |
| 1997  | تفكيك هاري                        |       |       |       | رشح لأوسكار أحسن سيناريو                    |
| 1998  | شهرة                              |       |       |       |                                             |
| 1998  | النملة زد                         |       |       |       |                                             |
| 1999  | لطيف ومنحط                        |       |       |       | مستوحى من فيلم الطريق                       |

## روابط خارجية
- وودي آلن على موقع IMDb (الإنجليزية)
- وودي آلن على موقع الموسوعة البريطانية (الإنجليزية)
- وودي آلن على موقع روتن توميتوز (الإنجليزية)
- وودي آلن على موقع مونزينجر (الألمانية)
- وودي آلن على موقع قاعدة بيانات الأفلام العربية
- وودي آلن على موقع ألو سيني (الفرنسية)
- وودي آلن على موقع ميوزك برينز (الإنجليزية)
- وودي آلن على موقع تيرنر كلاسيك موفيز (الإنجليزية)
- وودي آلن على موقع أول موفي (الإنجليزية)
- وودي آلن على موقع بوكس أوفيس موجو (الإنجليزية)